# 渐进分布
渐进分布（英語：Asymptotic distribution）是指某种特定分布的大样本性质，即在样本量足够大时的极限分布。
所谓大样本是指在能够满足中心极限定理要求的情況下，使抽样分布趋向于正态分布的样本容量。但大样本的具体数目应该根据总体分布情况，采用的估计方法和对估计精度的要求所需被具体地予以的确定，較难使用一个具体的数值进行界定。
在金融工程领域，样本的概率分布未必能够呈现出严格的正态分布，往往呈现出有偏的渐进正态分布；在金融参数估计时，一般也需要通过对渐进分布的研究确定恰当的统计量，这是统计量的大样本性质以及渐进分布显得尤为重要。

## 参阅
- 渐近分析